# Combretum glutinosum
Combretum glutinosum là một loài thực vật có hoa trong họ Trâm bầu. Loài này được Perr. ex DC. miêu tả khoa học lần đầu tiên năm 1828.